# Sabrina Vega Gutiérrez
Sabrina Neide Vega Gutiérrez (Las Palmas de Gran Canaria, 28 de febrero de 1987) es una Maestra Internacional de ajedrez española. Su hermana es la Maestra Internacional Femenina Belinda Vega Gutiérrez.

## Resultados destacados en competición
Su hermana Belinda practicó gimnasia rítmica de pequeña, pero ella se decantó por el ajedrez. Durante un tiempo fue entrenada por Boris Zlotnik y compaginó su interés por el ajedrez con la carrera de Derecho que concluyó en 2012 y su colaboración en la Facultad de Económicas de la Universidad de Las Palmas de Gran Canaria. Alcanzó el grado de maestra internacional femenina (WIM) en 2003, el de Gran Maestra Femenina (WGM) en 2007 y el de Maestro International (IM) en 2013. Ha sido nueve veces campeona de España, en los años 2008, 2012, 2015, 2017, 2018, 2019, 2020, 2021 y 2024. 
Comenzó a destacar en los campeonatos por edades. Con 8 años de edad disputó su primer Campeonato de España en categoría femenina Sub-10, logrando la segunda plaza con igual puntuación que la primera clasificada y en ese mismo año quedó 5ª en el Sub-12. No se habían cumplido aún los dos años desde que aprendiera a jugar al ajedrez y en 1996 quedaba 5ª en el Campeonato del mundo femenino Sub-12 celebrado en Cala Galdana (Menorca). En 1997 ocupaba la 4ª plaza del Campeonato Mundial Sub-10 disputado en Cannes, dos de los logros más importantes en la historia del ajedrez femenino español y en ese mismo año fue campeona de España sub-10. Más adelante lo fue sub-14 (2001), sub-16 (1999, 2003 y 2004) y sub-18 (2003 y 2004). Obtuvo el Campeonato de España Juvenil Femenino sub-20 en el año 2002.
En junio de 2016 en Mamaia (Rumania), fue subcampeona del Campeonato de Europa femenino con 8½ puntos de 11 (+8 =1 -2), los mismos puntos que la primera clasificada Anna Ushenina, pero con peor cociente de desempate. Este resultado le permitió participar en la Copa del Mundo. En agosto de 2016, en Linares, fue subcampeona de España, a medio punto de la campeona Ana Matnadze.
Participó representando a España en Olimpíadas de ajedrez en once ocasiones, los años 2004, 2006, 2008, 2010, 2012, 2014, 2016, 2018, 2020, 2022 y 2024, obteniendo en la Olimpiada de Budapest la medalla de plata individual. Ha tomado parte en el Campeonato de Europa de ajedrez por equipos en diez ocasiones entre los años 2005 y 2023.
Fichó por el Club Evry Grand Roque (2013) para estar en la competición femenina por equipos más importante de Francia. Triunfó en el Grandmaster Femenino de Belgrado, uno de los torneos más longevos a nivel mundial, y en otros muchos. El 1 de junio de 2017, Sabrina Vega Gutiérrez era la segunda jugadora española y la cuadragésimo quinta mundial con una clasificación Elo de 2427 puntos.
Fue nombrada Deportista de Alto Rendimiento por el Consejo Superior de Deportes en 1997 y pertenece al Grupo de Alta Tecnificación de la FEDA.